# Дорсіно
Дорсіно (італ. Dorsino) — муніципалітет в Італії, у регіоні Трентіно-Альто-Адідже,  провінція Тренто. Муніципалітет існував до 1 січня 2015 року, коли Дорсіно був об'єднаний з муніципалітетом Сан-Лоренцо-ін-Банале для створення теперішнього муніципалітету Сан-Лоренцо-Дорсіно.
Дорсіно розташоване на відстані близько 490 км на північ від Рима, 17 км на захід від Тренто.
Населення — 435 осіб (2012).
Щорічний фестиваль відбувається 23 квітня. Покровитель — святий Юрій.

## Демографія
Населення за роками:

Станом на 31 грудня 2010 року в муніципалітеті офіційно проживав 21 іноземець з 6 країн, серед них 4 громадяни країн Євросоюзу та 3 громадяни України.

## Сусідні муніципалітети
- Бледжо-Інферіоре
- Ломазо
- Сан-Лоренцо-ін-Банале
- Стеніко